# 617
617 је била проста година.

## Догађаји
- Опсада Солуна (617)

- Византијско-сасанидски рат: Персијска војска под вођством Шахина Вахманзадегана осваја Халкедон у Анадолији и стиже до Босфора, претећи Цариграду. Цар Ираклије започиње мировне преговоре, обећавајући годишњи данак од 1.000 таланата злата и сребра. Шахин се са својом војском повлачи у Сирију, да би се усредсредио на инвазију Египта.
- Авари и Словени шаљу изасланике у Цариград на састанак са царом Ираклијем. Упозорен је на заседу, и на време бежи на сигурно иза градских зидина. Бесни због неуспеха да заробе византијског цара, Авари пљачкају Тракију и враћају се на реку Дунав, одводећи 270.000 заробљен.
- Грасулф II постаје лангобардски војвода од Фурланије (Италија), након убиства његових нећака, Таса и Кака, у Одерцу.
- Сигеберхт постаје краљ Есекса, након што су његов отац Севард и ујак Сексред убијени у борби против Западних Саса.
- Побуна незнабожаца у Кенту под краљем Еадбалдом. Током устанка Јуст, епископ Рочестера, бежи у Галију.
- Краљ Едвин од Нортамбрије врши инвазију и анектира мало британско краљевство Елмет (приближан датум).
- 8. септембар – Битка код Хуојија: Побуњеничке снаге под вођством Ли Јуана побеђују трупе Суија близу реке Фен и заузимају кинеску престоницу Чанган. Ли је добио подршку од Шибија, владара (кагана) источних Турака, који обезбеђује његову северну границу и снабдева га са 2.000 коња.
- Меканци почињу бојкот клана Бану Хашим, којем припада исламски пророк Мухамед. У Медини почиње грађански рат.
- Битка код Буата: Арапска племена побеђују у неодлучној битци против јеврејског племена Бану Курајза, у близини оазе Медина.